# Warnsystem
Ein Warnsystem ist ein – meist öffentlich organisierter – Dienst zur Warnung vor Gefahren und zur Vorbeugung gegen Schäden. Oft dienen Warnsysteme auch zur besseren Hilfe nach Eintreten des schädlichen Ereignisses.
Im Regelfall ist die Basis eines Warnsystems eine Vernetzung von Meldestellen, Datenleitungen, Experten und örtlich verteilten Messgeräten oder Sensoren. Für Alarmpläne muss es definierte Vorgangsweisen und zuständige Ansprechpartner geben.

## Vorhersage kommender Schäden
Eine Warnung ist die Vorhersage eines kommenden Schadens, der aber noch verhindert oder gelindert werden könnte. Keine typische Warnung ist hingegen, wenn sich nichts mehr machen lässt – doch sollte hier die Erkenntnis des Schadensfalls bereits in die erste Phase seiner Verarbeitung münden.
Um ein sinnvolles Warnsystem aufzubauen, sind im Allgemeinen zwei Risiken gegeneinander abzuwägen, die in der theoretischen Statistik mit der sogenannten Wahrscheinlichkeit erster bzw. zweiter Ordnung zusammenhängen: 

a) Informationen über jeden möglichen Schaden vorauszusagen – mit der Folge häufiger Falschalarme und gewisser Abstumpfung der Betroffenen 

b) Nur sehr wahrscheinliche Schadensereignisse anzukündigen – mit dem Risiko, unerwartete Effekte oder unglückliche Verkettungen nicht ausreichend zu berücksichtigen. 

c) Daher ist der richtige Ansatz der Warnschwelle eine für Politik, Verwaltung und Allgemeinheit entscheidende Frage.
Ferner gehen jeder verlässlichen Prognose der Eingang verlässlicher Daten sowie entsprechende Analysen und meist auch Forschungen voraus. Die Verquickung solcher (teilweise auf privaten Initiativen beruhender) Arbeiten mit öffentlichem Interesse ist ebenfalls zu berücksichtigen.

## Bekannte Warnsysteme
Alarm- und Warndienste gibt es für die verschiedensten Bereiche. Bekannte Beispiele sind:
- behördliche Warndienste im Bevölkerungsschutz, z. B. Warnämter (Deutschland)
- Pflanzenschutzwarndienst stellt der Landwirtschaft Vorhersagen über bevorstehende Schädlingsgefahren und Pflanzenkrankheiten bereit
- Verkehrsinformation im Rundfunk, Glatteis- und Stauwarnung
- Lichtsignale und Wechselverkehrszeichen an Straßen und Fußwegen
- Unwetter- und Sturmwarnung für Tourismus und Seefahrt (siehe Liste amtlicher Wetterwarndienste)
- Lawinenwarnung (siehe Liste amtlicher Lawinenwarndienste)
- Feuermelder, Smog- und Ozon-Warnung, Gift-Unfälle
- Hydrografische Dienste, siehe auch Hochwasser
- Vulkan-Beobachtung und Erdbeben-Stationen
- Tsunami-Warnsystem (zum Beispiel PTWC)
- Warnsysteme für Hangrutschungen und für Setzungen an Bauwerken
- private und dienstliche Alarmanlagen

Der beste Warndienst nützt aber wenig, wenn dringende Meldungen nicht rasch und an die geeigneten Stellen weitergegeben werden. Je nach Art der Gefahr muss diesbezüglich auch für die Nachtstunden und für Wochenenden vorgesorgt werden, ebenso für die allfällige Bereitschaft von Krankenhäusern bzw. Hilfs- und Einsatzkräften. Oft sind neben Polizei oder Ministerien auch fachbezogene Dienststellen zu verständigen, in Einzelfällen auch Unternehmen.

## Besonderheiten
Je nach Art des drohenden Schadens kann es zu ungeplanten Komplikationen kommen. So ist etwa in der Soziologie bekannt, dass viele Prognosen "falsch", weil unterlaufen werden:
Im sozialwissenschaftlichen Bereich ist fast jede "Warnung" eine potentiell selbstzerstörerische Prognose (self-destroying prophecy): Denn sagt die Wissenschaft etwas voraus, was von der Gesellschaft als Warnung aufgefasst und erfolgreich unterbunden wird, dann war – locker formuliert – die Prognose 'falsch', obwohl sie 'richtig' war. Solche Effekte sind ein Forschungsthema der mehrwertigen "Güntherlogik".